# Turyngit
Turyngit – złożony minerał z gromady krzemianów żelaza, magnezu i glinu, z grupy chlorytów żelazistych. Odmiana szamozytu.
Nazwa minerału wiąże się z niemiecką Turyngią, w której minerał ten odkryto i tamtejsze okazy po raz pierwszy opisano.

## Charakterystyka

### Właściwości
Współwystępuje z innymi minerałami rud żelaza: limonitem, magnetytem, syderytem i szamozytem. Minerał w płomieniu redukującym czernieje i przechodzi w szkliwo. Roztwarza się w kwasie solnym.

### Geneza
Produkt przeobrażeń hydrotermalnych, metamorficznych i w skałach osadowych pochodzenia morskiego.

### Występowanie
Występuje w morskich skałach osadowych, w tym w postaci ooidów, tworząc wapienie oolitowe będące źródłem rud żelaza. Pojawia się jako produkt hydrotermalny wyższych temperatur oraz w facji zieleńcowej (skały metamorficzne).
W Polsce: Miedzianka koło Jeleniej Góry, Góry Izerskie. Także Częstochowa i Łęczyca (składnik rud żelaza.
W świecie: rozpowszechniony, m.in. Turyngia; Morawy; okolice Jeziora Górnego (USA).

### Zastosowanie
- jeden z minerałów kruszcowych rud żelaza związanych z morskimi skałami osadowymi[1].